# Arctosa depectinata
Arctosa depectinata este o specie de păianjeni din genul Arctosa, familia Lycosidae. A fost descrisă pentru prima dată de Friedrich Wilhelm Bösenberg și Strand, 1906. Conform Catalogue of Life specia Arctosa depectinata nu are subspecii cunoscute.